# Адміністративний устрій Шосткинського району
Адміністративний устрій Шосткинського району — адміністративно-територіальний поділ Шосткинського району Сумської області на 1 селищну раду та 14 сільських рад, які об'єднують 36 населених пунктів та підпорядковані Шосткинській районній раді. Адміністративний центр — місто Шостка, що є містом обласного значення та до складу району не входить.
- Шосткинська міська громада

## Список радШосткинського району
| №  | Назва                      | Центр         | Населені пункти                                                               | Площа км² | Місце за площею | Населення (2001), чол. | Місце за населенням |
| -- | -------------------------- | ------------- | ----------------------------------------------------------------------------- | --------- | --------------- | ---------------------- | ------------------- |
| 1  | Воронізька селищна рада    | смт Вороніж   | смт Вороніж c. Курдюмівка c. Масиків                                          |           |                 |                        |                     |
| 2  | Богданівська сільська рада | c. Богданівка | c. Богданівка c. Пирогівка                                                    |           |                 |                        |                     |
| 3  | Вовнянська сільська рада   | c. Вовна      | c. Вовна c. Дібрівка                                                          |           |                 |                        |                     |
| 4  | Гамаліївська сільська рада | c. Гамаліївка | c. Гамаліївка c. Гукове                                                       |           |                 |                        |                     |
| 5  | Глазівська сільська рада   | c. Глазове    | c. Глазове                                                                    |           |                 |                        |                     |
| 6  | Івотська сільська рада     | c. Івот       | c. Івот                                                                       |           |                 |                        |                     |
| 7  | Каліївська сільська рада   | c. Каліївка   | c. Каліївка c. Гудівщина                                                      |           |                 |                        |                     |
| 8  | Клишківська сільська рада  | c. Клишки     | c. Клишки c. Великий Ліс c. Заболотне c. Київське c. Солотвине c. Холодівщина |           |                 |                        |                     |
| 9  | Ковтунівська сільська рада | c. Ковтунове  | c. Ковтунове c. Богданка c. Чорні Лози                                        |           |                 |                        |                     |
| 10 | Маківська сільська рада    | c. Макове     | c. Макове                                                                     |           |                 |                        |                     |
| 11 | Миронівська сільська рада  | c. Миронівка  | c. Миронівка c. Крупець c. Шкирманівка                                        |           |                 |                        |                     |
| 12 | Собицька сільська рада     | c. Собич      | c. Собич c. Лісне                                                             |           |                 |                        |                     |
| 13 | Собичівська сільська рада  | c. Собичеве   | c. Собичеве                                                                   |           |                 |                        |                     |
| 14 | Тиманівська сільська рада  | c. Тиманівка  | c. Тиманівка c. Бензики                                                       |           |                 |                        |                     |
| 15 | Чапліївська сільська рада  | c. Чапліївка  | c. Чапліївка c. Лушники                                                       |           |                 |                        |                     |

* Примітки: м. — місто, с-ще — селище, смт — селище міського типу, с. — село